# Hisshishtawia
Hisshishtawia (Hi'cictawi'a, Red-Woman), Crvena žena je ljudožderka iz folklora Indijanaca Vrana. Iako se ponekad identificira kao kanibal, u mnogim legendama ona je zlonamjerno čudovište koje ubija samo radi ubijanja, ponekad sakateći svoje žrtve na užasne načine. U nekim je pričama koristila vještičarenje kako bi hipnotizirala ljude ili utjecala na njihov um.